# Dharma Productions
Dharma Productions Pvt. Ltd. è una compagnia di produzione e distribuzione cinematografica indiana fondata da Yash Johar nel 1976. Dopo la morte di Johar nel 2004, l'azienda è diventata di proprietà di Karan Johar.
Recentemente la Dharma Productions ed NDTV hanno collaborato per il lancio del canale televisivo NDTV Imagine.